# ツルノヒトコエ
ツルノヒトコエとは、桑原みずき（SKE48の1期生）とavexでダンサーとして活動した桑原彩音がプロデュースする、ダンス・歌を中心としたエンターテイメント集団である。

## 公演
- 2015年
  - 2月14日 - ツルノヒトコエ～Valentine For you!!～（BASEMENT MONSTAR王子）
出演者：桑原みずき、桑原彩音、石田圭佑、石田優気、小野晴香、出口陽、寺嶋椰穂、RYOTA、れら
  - 9月25 - 9月27日 - ツルノヒトコエ～３days party～（劇場TACCS1179）
出演者：桑原みずき、桑原彩音、菅なな子、寺嶋椰穂、れら、石田優気、RYOTA、岡田旺久、熊田由妃、神保美穂、西村快也、服部悠、宮沢幸代、ゆきの、ゆきま
  - 10月29日 - ツルノヒトコエ～One Nigth paerty in NAGOYA～ ZEEP NAGOYA（Zepp Nagoya）
出演者：桑原みずき、桑原彩音、菅なな子、寺嶋椰穂、れら、石田優気、RYOTA、岡田旺久、熊田由妃、神保美穂
- 2016年
  - 3月23 - 3月27日 - ツルノヒトコエ～cheers to a great 2016!!～（劇場戸野廣浩司劇場）
出演者：桑原みずき、桑原彩音、菅なな子、RYOTA、橋本果菜、千葉歩、籠谷和樹、萩原悠、常川絢加、岩隈美咲、まお、加藤麻希、山田佳奈、横谷真実、出口陽
  - 8月11日 - 8月14日 - ツルノヒトコエ～Like The midsummre Sun～（劇場TACCS1179）
出演者：桑原みずき、桑原彩音、菅なな子、RYOTA、橋本果菜、加藤麻希、風間未喜、茜子、高橋りら、あなんあや、Lemi、渡辺歩、大和姫呂未、咲楽星太、矢神久美